# Ibicaraí (ort)
Ibicaraí är en ort i Brasilien.   Den ligger i kommunen Ibicaraí och delstaten Bahia, i den östra delen av landet, 900 km öster om huvudstaden Brasília. Ibicaraí ligger 163 meter över havet och antalet invånare är 19 574.
Terrängen runt Ibicaraí är platt åt sydväst, men åt nordost är den kuperad. Det finns inga andra samhällen i närheten.
Omgivningarna runt Ibicaraí är en mosaik av jordbruksmark och naturlig växtlighet. Runt Ibicaraí är det ganska glesbefolkat, med 32 invånare per kvadratkilometer.